# Ooencyrtus yoshidai
Ooencyrtus yoshidai är en stekelart som beskrevs av John S. Noyes och Hirose 1997. Ooencyrtus yoshidai ingår i släktet Ooencyrtus och familjen sköldlussteklar. Inga underarter finns listade i Catalogue of Life.